# Mazda Soccer Club 1989-1990
Questa voce raccoglie le informazioni riguardanti il Mazda Soccer Club nelle competizioni ufficiali della stagione 1989-1990.

## Stagione
Grazie agli innesti di alcuni giocatori britannici il Mazda, eliminato dalle fasi iniziali delle coppe, lottò assieme al Toyota Motors e al Mitsubishi Heavy Industries per le posizioni valide per la promozione in prima divisione, uscendone svantaggiato concludendo al terzo posto finale.

## Maglie e sponsor
Le maglie, prodotte dall'Adidas, recano sulla parte anteriore il logo della Mazda.
| Manica sinistra · Manica sinistra · Maglietta · Maglietta · Manica destra · Manica destra · Pantaloncini · Calzettoni |

## Rosa
| N. |                        | Ruolo | Calciatore           |
| -- | ---------------------- | ----- | -------------------- |
| 1  | Giappone (bandiera)    | P     | Kazuya Maekawa       |
| 2  | Giappone (bandiera)    | D     | Shigekazu Nakamura   |
| 3  | Giappone (bandiera)    | D     | Hiroshi Matsuda      |
| 4  | Inghilterra (bandiera) | C     | Tony Henry           |
| 5  | Giappone (bandiera)    | D     | Katsuyoshi Shintō    |
| 6  | Giappone (bandiera)    | D     | Shigeru Sarusawa     |
| 7  | Giappone (bandiera)    | A     | Shinichiro Takahashi |
| 8  | Giappone (bandiera)    | C     | Yahiro Kazama        |
| 9  | Giappone (bandiera)    | A     | Takumi Shima         |
| 10 | Inghilterra (bandiera) | C     | David Hodgson        |
| 11 | Scozia (bandiera)      | A     | Alan Irvine          |
| 12 | Inghilterra (bandiera) | A     | Ian Griffiths        |
| 13 | Giappone (bandiera)    | D     | Hirofumi Yamanishi   |

| N. |                     | Ruolo | Calciatore       |
| -- | ------------------- | ----- | ---------------- |
| 14 | Giappone (bandiera) | A     | Masakazu Kōda    |
| 17 | Giappone (bandiera) | C     | Mitsuhiko Ogata  |
| 18 | Giappone (bandiera) | A     | Shinji Kobayashi |
| 19 | Giappone (bandiera) | A     | Takashi Kawamura |
| 20 | Giappone (bandiera) | C     | Hidekazu Orita   |
| 21 | Giappone (bandiera) | A     | Eiji Hirata      |
| 22 | Giappone (bandiera) | D     | Yasuyuki Satō    |
| 23 | Giappone (bandiera) | P     | Kazumasa Kawano  |
| 27 | Giappone (bandiera) | C     | Hajime Moriyasu  |
| 28 | Giappone (bandiera) | C     | Akinobu Yokuichi |
| 31 | Giappone (bandiera) | D     | Kenji Kita       |
| -  | Giappone (bandiera) | D     | Hirofumi Zaima   |

## Statistiche

### Statistiche di squadra
| Competizione          | Punti | Totale | Totale | Totale | Totale | Totale | Totale | DR  |
| Competizione          | Punti | G      | V      | N      | P      | Gf     | Gs     | DR  |
| --------------------- | ----- | ------ | ------ | ------ | ------ | ------ | ------ | --- |
| JSL Division 2        | 67    | 30     | 20     | 7      | 3      | 62     | 20     | +42 |
| JSL Cup               | -     | 2      | 1      | 0      | 1      | 1      | 2      | -1  |
| Coppa dell'Imperatore | -     | 3      | 2      | 0      | 1      | 3      | 2      | +1  |
| Totale                | -     | 35     | 23     | 7      | 5      | 66     | 25     | +41 |

### Statistiche dei giocatori
| Giocatore    | JSL Division 2 | JSL Division 2 | Coppa di Lega | Coppa di Lega | Totale   | Totale |
| Giocatore    | Presenze       | Reti           | Presenze      | Reti          | Presenze | Reti   |
| ------------ | -------------- | -------------- | ------------- | ------------- | -------- | ------ |
| T. Henry     | 27             | 11             | 2             | -             | 29       | 11     |
| D. Hodgson   | 15             | 3              | -             | -             | 15       | 3      |
| A. Irvine    | 21             | 10             | 2             | -             | 23       | 10     |
| T. Kawamura  | 18             | -              | -             | -             | 18       | -      |
| Y. Kazama    | 27             | 3              | 1             | -             | 28       | 3      |
| K. Kita      | 13             | 1              | -             | -             | 13       | 1      |
| K. Maekawa   | 30             | -              | 2             | -             | 32       | -      |
| H. Matsuda   | 28             | -              | 2             | -             | 30       | -      |
| H. Moriyasu  | 19             | 8              | -             | -             | 19       | 8      |
| S. Nakamura  | 10             | -              | -             | -             | 10       | -      |
| H. Orita     | 19             | 1              | 2             | -             | 21       | 1      |
| Y. Sato      | 15             | -              | -             | -             | 15       | -      |
| T. Shima     | 22             | 4              | 2             | -             | 24       | 4      |
| K. Shinto    | 30             | 1              | 2             | -             | 32       | 1      |
| S. Takahashi | 30             | 3              | 2             | -             | 32       | 3      |
| H. Yamanishi | 24             | 2              | -             | -             | 24       | 2      |
| A. Yokuichi  | 13             | 1              | 2             | 1             | 15       | 2      |